# CYP20A1
CYP20A1 (англ. Cytochrome P450 family 20 subfamily A member 1) – білок, який кодується однойменним геном, розташованим у людей на короткому плечі 2-ї хромосоми.  Довжина поліпептидного ланцюга білка становить 462 амінокислот, а молекулярна маса — 52 432.
| 10         |  | 20         |  | 30         |  | 40         |  | 50         |
| ---------- |  | ---------- |  | ---------- |  | ---------- |  | ---------- |
| MLDFAIFAVT |  | FLLALVGAVL |  | YLYPASRQAA |  | GIPGITPTEE |  | KDGNLPDIVN |
| SGSLHEFLVN |  | LHERYGPVVS |  | FWFGRRLVVS |  | LGTVDVLKQH |  | INPNKTSDPF |
| ETMLKSLLRY |  | QSGGGSVSEN |  | HMRKKLYENG |  | VTDSLKSNFA |  | LLLKLSEELL |
| DKWLSYPETQ |  | HVPLSQHMLG |  | FAMKSVTQMV |  | MGSTFEDDQE |  | VIRFQKNHGT |
| VWSEIGKGFL |  | DGSLDKNMTR |  | KKQYEDALMQ |  | LESVLRNIIK |  | ERKGRNFSQH |
| IFIDSLVQGN |  | LNDQQILEDS |  | MIFSLASCII |  | TAKLCTWAIC |  | FLTTSEEVQK |
| KLYEEINQVF |  | GNGPVTPEKI |  | EQLRYCQHVL |  | CETVRTAKLT |  | PVSAQLQDIE |
| GKIDRFIIPR |  | ETLVLYALGV |  | VLQDPNTWPS |  | PHKFDPDRFD |  | DELVMKTFSS |
| LGFSGTQECP |  | ELRFAYMVTT |  | VLLSVLVKRL |  | HLLSVEGQVI |  | ETKYELVTSS |
| REEAWITVSK |  | RY         |  |            |  |            |  |            |

A: Аланін

C: Цистеїн

D: Аспарагінова кислота

E: Глутамінова кислота

F: Фенілаланін

G: Гліцин

H: Гістидин

I: Ізолейцин

K: Лізин

L: Лейцин

M: Метіонін

N: Аспарагін

P: Пролін

Q: Глутамін

R: Аргінін

S: Серин

T: Треонін

V: Валін

W: Триптофан

Кодований геном білок за функцією належить до оксидоредуктаз. 
Задіяний у таких біологічних процесах як поліморфізм, альтернативний сплайсинг. 
Білок має сайт для зв'язування з іонами металів, іоном заліза, гемом. 
Локалізований у мембрані.